# Faber Grand Prix 1993
Il Faber Grand Prix 1993 è stato un torneo di tennis giocato sul sintetico indoor. È stata la 2ª edizione del torneo, che fa parte della categoria Tier II nell'ambito del WTA Tour 1993. Si è giocato a Essen in Germania dal 25 al 31 ottobre 1993.

## Campionesse

### Singolare
Natalija Medvedjeva ha battuto in finale  Conchita Martínez con il punteggio di 6–7, 7–5, 6–4

### Doppio
Arantxa Sánchez Vicario /  Helena Suková hanno battuto in finale  Wiltrud Probst /  Christina Singer con il punteggio di 7–6, 6–2